# Liste der Wappen im Kreis Pinneberg
Diese Liste zeigt die Wappen des Kreises Pinneberg (Schleswig-Holstein) mit seinen Städten, Gemeinden und Ämtern.

## Kreiswappen

Karte Kreis Pinneberg, Schleswig-Holstein
Kreiswappen Pinneberg[1] (Details)

## Amtsfreie Städte und Gemeinden

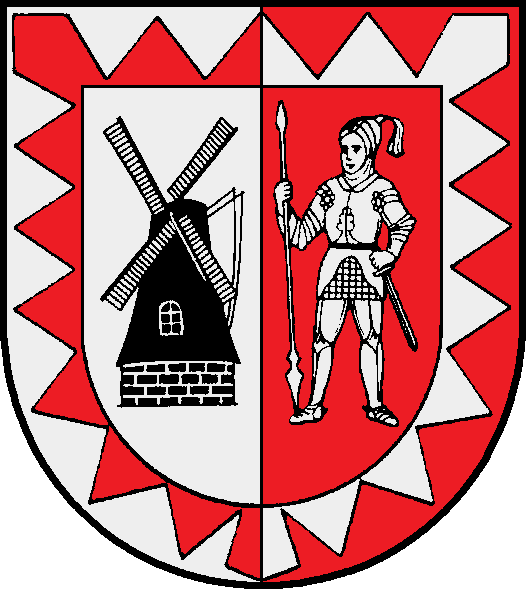
Barmstedt[2], Stadt
Bönningstedt[3]
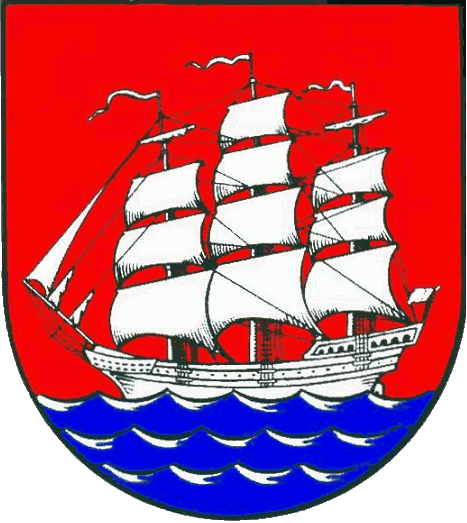
Elmshorn[4], Stadt
Halstenbek[5]
Hasloh[6]
Helgoland[7]
Pinneberg[8], Stadt
Quickborn[9], Stadt
Rellingen[10]
Schenefeld[11], Stadt
Tornesch[12], Stadt
Uetersen[13], Stadt
Wedel[14], Stadt

## Ämter

### Amt Elmshorn-Land

Lage des Amtes
Wappen Amt Elmshorn-Land[15]

Klein Nordende[16]
Klein Offenseth-Sparrieshoop[17]
Kölln-Reisiek[18]
Raa-Besenbek[19]
Seester[20]
Seestermühe[21]
Seeth-Ekholt[22]

### Amt Geest und Marsch Südholstein

Lage des Amtes
Das Amt führt kein Wappen

Appen[23]
Groß Nordende[24]
Haselau[25]
Haseldorf[26]
Heidgraben[27]
Heist[28]
Hetlingen[29]
Holm[30]
Moorrege[31]
Neuendeich[32]

### Amt Hörnerkirchen

Lage des Amtes
Das Amt führt kein Wappen

Bokel[33]
Brande-Hörnerkirchen[34]
Osterhorn[35]
Westerhorn[36]

### Amt Pinnau

Lage des Amtes
Das Amt führt kein Wappen

Borstel-Hohenraden[37]
Ellerbek[38]
Kummerfeld[39]
Prisdorf[40]
Tangstedt[41]

### Amt Rantzau

Lage des Amtes
Wappen Amt Rantzau[42]

Bevern[43]
Bilsen[44]
Bokholt-Hanredder[45]
Bullenkuhlen[46]
Ellerhoop[47]
Groß Offenseth-Aspern[48]
Heede[49]
Hemdingen[50]
Langeln[51]
Lutzhorn[52]

## Ehemalige Ämter

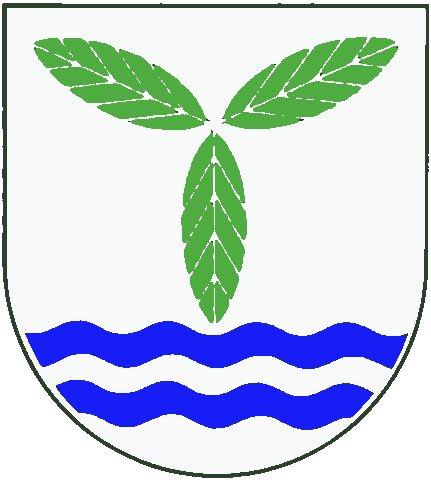
Amt Haseldorf

## Blasonierungen
1. ↑  Kreis Pinneberg: „In Rot das silberne holsteinische Nesselblatt, belegt mit einer stilisierten grünen Tanne, die goldene Wurzeln hat.“ (Kommunale Wappenrolle Schleswig-Holstein)
2. ↑  Barmstedt: „Gespalten von Silber und Rot mit einem nesselblattförmigen, gespickelten Bord in verwechselten Farben. Vorn eine schwarze Windmühle, hinten ein stehender, silbern gerüsteter Ritter, der in der Rechten eine silberne Lanze hält und die Linke auf das Schwert legt.“ (Kommunale Wappenrolle Schleswig-Holstein)
3. ↑  Bönningstedt: „In Silber ein schräglinker blauer Wellenbalken, oben und unten begleitet von je einem aufrechten roten Eisspatenblatt. “ (Kommunale Wappenrolle Schleswig-Holstein)
4. ↑  Elmshorn: „In Rot auf blau-silbernen Wellen segelnd ein silbernes Vollschiff mit gerefften Bramsegeln am Fock- und Kreuzmast.“ (Kommunale Wappenrolle Schleswig-Holstein)
5. ↑  Halstenbek: „In Gold auf schwarzem Schildfuß, darin ein silberner Wellenbalken, drei grüne Tannen, die mittlere etwas höher als die beiden anderen, mit goldenen, in den Schildfuß hinabreichenden Wurzeln.“ (Kommunale Wappenrolle Schleswig-Holstein)
6. ↑  Hasloh: „Von Gold und Blau schräglinks geteilt. Oben eine rot geaderte schwarze Rose mit goldenem Kelch und grünen Blattspitzen, unten an abgeschnittenem goldenen Zweig ein aufrecht stehendes goldenes Eichenblatt, darunter am gleichen Zweig ein Stengel mit einer goldenen, aufrecht stehenden Eichel und einer nach unten zeigenden Eichelschale.“ (Kommunale Wappenrolle Schleswig-Holstein)
7. ↑  Helgoland: „Zweimal geteilt von Grün, Rot und Silber.“ (Kommunale Wappenrolle Schleswig-Holstein)
8. ↑  Pinneberg: „In Rot über grünem Dreiberg, darauf ein silberner Wellenbalken, ein silberner, in drei zinnenbewehrten Stockwerken nach oben sich verjüngender, viereckiger Zinnenturm mit offenem Tor, in dem ein goldenes, hochgezogenes Fallgitter sichtbar ist, das Ganze oben beiderseits begleitet von je einem goldenen, sechsstrahligen Stern.“ (Kommunale Wappenrolle Schleswig-Holstein)
9. ↑  Quickborn: „In Rot auf einem silbernen Brunnenpfahl, der aus der Mitte eines rechteckigen, gemauerten silbernen Brunnenbeckens hervorwächst und nach beiden Seiten einen Wasserstrahl im Bogen in das Becken sendet, eine sitzende goldene Eule in Vorderansicht, begleitet von zwei silbernen Seeblättern.“ (Kommunale Wappenrolle Schleswig-Holstein)
10. ↑  Rellingen: „In Silber die schwarze Seitenansicht einer achteckigen Barockkirche mit aufgesetzter Laterne und angebauten hohen Turm in Zopfstil, der auf der rechten Seite von einer roten Rose und schräg darunter von einem grünen Ahornblatt begleitet wird.“ (Kommunale Wappenrolle Schleswig-Holstein)
11. ↑  Schenefeld: „In Grün ein schräglinker goldener Wellenbalken, begleitet oben von zwei goldenen Pflugscharen, unten von einem goldenen Maschinenrad.“ (Kommunale Wappenrolle Schleswig-Holstein)
12. ↑  Tornesch: „In Blau ein freistehender goldener Zinnenturm aus Ziegeln mit offenem Tor, beiderseits begleitet von je einem goldenen Eschenblatt.“ (Kommunale Wappenrolle Schleswig-Holstein)
13. ↑  Uetersen: „In Rot über blauen und silbernen Wellen eine silberne Zinnenmauer mit rotem Tor, darin ein gestürzter goldener Anker, den ein silberner Delphin umschlingt und zwei sechsstrahlige goldene Sterne beseiten; über der Mauer zwei silberne Zinnentürme mit Spitzdächern; zwischen ihnen schwebt ein silbernes Nesselblatt.“ (Kommunale Wappenrolle Schleswig-Holstein)
14. ↑  Wedel: „Im Rot das silberne holsteinische Nesselblatt, darin die goldengerüstete, rotgegürtete, schwarzbärtige Gestalt eines Rolands in Vorderansicht mit rotem, blaugefüttertem, zurückgeschlagenem Mantel, auf dem Kopf die goldene mittelalterliche Kaiserkrone, in der rechten Hand ein bloßes silbernes Schwert mit goldenem Knauf an die rechte Schulter gelehnt, in der linken der goldene Reichsapfel.“ (Kommunale Wappenrolle Schleswig-Holstein)
15. ↑  Amt Elmshorn-Land: „Durch einen silbernen Wellenbalken von Rot und Blau geteilt. Oben sieben fächerförmig gestellte silberne Eichenblätter, unten zwei schräggekreuzte silberne Giebelblätter mit nach außen blickenden Pferdeköpfen.“ (Kommunale Wappenrolle Schleswig-Holstein)
16. ↑  Klein Nordende: „In Rot über einem silbernen Bruchstein ein aufrechtes silbernes Spargelbund und zwei silberne beblätterte Rohrkolben nebeneinander.“ (Kommunale Wappenrolle Schleswig-Holstein)
17. ↑  Klein Offenseth-Sparrieshoop: „Über silbernem Schildfuß, darin ein unterhalbes blaues Wagenrad, in Rot die silberne vordere Giebelseite eines Bauernhauses mit eingezogenem Dielentor (Heckschuur); in den Oberecken je eine silberne heraldische Rose.“ (Kommunale Wappenrolle Schleswig-Holstein)
18. ↑  Kölln-Reisiek: „In Grün vor einem goldenen Wellenbalken im Schildfuß ein silberner Fischreiher mit angehobenem linken Ständer, einen goldenen Fisch im Schnabel haltend; im linken Obereck ein goldenes Eichenblatt.“ (Kommunale Wappenrolle Schleswig-Holstein)
19. ↑  Raa-Besenbek: „In Grün über zwei schmalen silbernen von fünf goldenen Binsen durchsteckten Wellenbalken ein aus der Mitte nach links verschobener schwebender abgeflachter goldener Hügel, darauf ein nach links versetztes goldenes Bauernhaus in Frontalansicht mit goldenem Tor zwischen zwei schwarzen Türen.“ (Kommunale Wappenrolle Schleswig-Holstein)
20. ↑  Seester: „Von Silber und Grün nach Maßgabe des Profilschnitts eines Deiches geteilt. Oben ein linksgewendeter springender blauer Fisch (Köhler), unten ein aufgezäumter silberner Pferdekopf. Vor der flachen Kante des Deichprofils blau-silberne Wellen.“ (Kommunale Wappenrolle Schleswig-Holstein)
21. ↑  Seestermühe: „In Silber ein leicht aus der Schildmitte nach vorn versetztes Göpelschauer mit schwarzem Reetdach, roten Wänden und grünem Tor, begleitet oben rechts von einem schräglinken blauen Wellenbalken, links von einer auswärts gewendeten, natürlich tingierten Schachblume.“ (Kommunale Wappenrolle Schleswig-Holstein)
22. ↑  Seeth-Ekholt: „Von Blau und Rot durch ein bewurzeltes, dreiblättriges silbernes Eichbäumchen mit zwei Eicheln gespalten. “ (Kommunale Wappenrolle Schleswig-Holstein)
23. ↑  Appen: „In Rot ein nach schrägrechts oben fliegender silberner Kranich, begleitet unten rechts von einer aufrecht stehenden silbernen Roggenähre, unten links von einer fünfblättrigen, rot gefüllten silbernen Rose mit fünf grünen Kelchblättern.“ (Kommunale Wappenrolle Schleswig-Holstein)
24. ↑  Groß Nordende: „Von Gold und Grün durch einen rot-silbern geteilten Balken schräg geteilt. Oben ein rotes Wagenrad, unten ein silbernes Bauernhaus mit rotem Giebel, Türen und Fenstern.“ (Kommunale Wappenrolle Schleswig-Holstein)
25. ↑  Haselau: „In Silber ein blauer Wellenbalken zwischen drei 2 : 1 gestellten Früchten des Haselstrauches mit roten Nüssen und grünen Hüllblättern.“ (Kommunale Wappenrolle Schleswig-Holstein)
26. ↑  Haseldorf: „Fünfmal sparrenförmig geteilt von Rot und Silber, auf den silbernen Sparren belegt mit elf 6 : 4 : 1 gestellten, mit der Spitze dem Sparrenscheitelpunkt zugewendeten blauen Eisenhütlein.“ (Kommunale Wappenrolle Schleswig-Holstein)
27. ↑  Heidgraben: „Von Silber und Rot durch einen schräglinken blau-silbernen Wellenbalken geteilt. Oben ein grüner Blütenstand mit acht roten Blüten der Besenheide, unten ein schräglinks gestellter silberner Torfspaten.“ (Kommunale Wappenrolle Schleswig-Holstein)
28. ↑  Heist: „In Silber ein halber springender roter Hirsch.“ (Kommunale Wappenrolle Schleswig-Holstein)
29. ↑  Hetlingen: „Über erhöhtem blauen Wellenschildfuß, darin nebeneinander drei schräglinks gestellte, wachsende silberne Schachblumen mit rot-silbern geschachter Blüte, in Silber zwei grüne Kopfweiden nebeneinander.“ (Kommunale Wappenrolle Schleswig-Holstein)
30. ↑  Holm: „In Rot ein tordierter, bronzezeitlicher goldener Armring. Im vorderen Obereck ein goldenes Eichenblatt, im hinteren eine goldene Ähre.“ (Kommunale Wappenrolle Schleswig-Holstein)
31. ↑  Moorrege: „Durch einen silbernen Wellenbalken von Schwarz und Grün schräglinks geteilt. Vorn fünf 2 : 2 : 1 gestellte goldene Kugeln, hinten ein gestürzter goldener Anker unter einem vierspeichigen goldenen Maschinenrad.“ (Kommunale Wappenrolle Schleswig-Holstein)
32. ↑  Neuendeich: „Durch einen rechtsseitig grün bordierten silbernen Wellenbalken schräglinks geteilt. Oben in Gold die rote Giebelseite eines Bauernhauses mit verbrettertem Giebel, unten in Grün eine silberne Kopfweide.“ (Kommunale Wappenrolle Schleswig-Holstein)
33. ↑  Bokel: „In Silber über blau-silbernen Wellen auf grünem Boden eine grüne Buche.“ (Kommunale Wappenrolle Schleswig-Holstein)
34. ↑  Brande-Hörnerkirchen: „In Rot die silberne Hörnerkirchener Kirche, begleitet in den Oberecken von zwei abgewendeten goldenen Jagdhörnern mit dem Mundstück nach oben.“ (Kommunale Wappenrolle Schleswig-Holstein)
35. ↑  Osterhorn: „In Grün ein schräger silberner Wellenbalken, begleitet oben von einem goldenen, mit dem Mundstück nach außen weisenden Horn, unten von drei goldenen Rohrkolben.“ (Kommunale Wappenrolle Schleswig-Holstein)
36. ↑  Westerhorn: „Unter silbernem Schildhaupt, darin ein rotes Hifthorn, in Grün ein goldener Rohrkolben zwischen zwei goldenen Ähren.“ (Kommunale Wappenrolle Schleswig-Holstein)
37. ↑  Borstel-Hohenraden: „In Silber ein schmalerer blauer Wellenbalken über einem breiteren; darüber die türenlose lisenengegliederte rote Frontseite eines Schulhauses mit 16 Fenstern in zwei Reihen, Walmdach und Dachrisalit mit Uhr über vier Fenstern.“ (Kommunale Wappenrolle Schleswig-Holstein)
38. ↑  Ellerbek: „In Gold ein aufrecht stehender grüner Erlenzweig mit fünf Blättern über blauem Wellenbalken im Schildfuß.“ (Kommunale Wappenrolle Schleswig-Holstein)
39. ↑  Kummerfeld: „Durch einen erhöhten, schräglinken silbernen Wellenbalken von Blau und Rot geteilt. Oben eine goldene Getreideähre neben einer goldenen Eichel, unten ein auf einem silbernen Stein sitzender, linksgewendeter silberner Wolf mit geöffnetem Fang.“ (Kommunale Wappenrolle Schleswig-Holstein)
40. ↑  Prisdorf: „Im Wellenschnitt geteilt von Silber und Rot. Oben eine rote heraldische Rose mit silbernen Kelchblättern und silbernem Butzen neben einem blauen Rad mit acht Speichen, unten das silberne holsteinische Nesselblatt.“ (Kommunale Wappenrolle Schleswig-Holstein)
41. ↑  Tangstedt: „Im Wellenschnitt schräglinks geteilt. Oben in Silber eine linksgewendete, schräglinksgestellte blaue Zange, unten in Rot ein silberner Mühlstein, daneben ein aufgerichteter silberner Wolf.“ (Kommunale Wappenrolle Schleswig-Holstein)
42. ↑  Amt Rantzau: „Geviert, überdeckt mit einem schräglinken blauen Wellenbalken. 1 und 4 von Rot und Silber gespalten; 2 in Gold oben drei, unten vier schwarze Rauten; 3 in Gold drei schwarze Rauten unten.“ (Kommunale Wappenrolle Schleswig-Holstein)
43. ↑  Bevern: „In Silber auf grünem Hügel, der mit einem silbernen Wellenbalken belegt ist, ein linksgewendeter, halb aufgerichteter schwarzer Biber.“ (Kommunale Wappenrolle Schleswig-Holstein)
44. ↑  Bilsen: „In Silber ein roter Schräglinksbalken; oben ein blaues Lilienkreuz, unten ein schräglinkes grünes Eichenblatt.“ (Kommunale Wappenrolle Schleswig-Holstein)
45. ↑  Bokholt-Hanredder: „In Silber ein schräglinker blauer Wellenbalken, begleitet oben von einem linksgewendeten, sitzenden roten Fuchs mit erhobener linker Tatze, unten von zwei aufrechten grünen Buchenblättern.“ (Kommunale Wappenrolle Schleswig-Holstein)
46. ↑  Bullenkuhlen: „In Grün ein schmaler silberner Wellenbalken, darüber ein silberner Bullenkopf.“ (Kommunale Wappenrolle Schleswig-Holstein)
47. ↑  Ellerhoop: „In Grün ein silberner Schrägwellenbalken; darüber ein dreiblättriger silberner Erlenzweig mit Blüten und Samenständen, darunter ein linksgewendeter, schräggestellter silberner räderloser Pflug.“ (Kommunale Wappenrolle Schleswig-Holstein)
48. ↑  Groß Offenseth-Aspern: „Von Rot und Silber schräglinks geteilt. Oben eine goldene heraldische Rose, unten ein schräglinks gestelltes grünes Espenblatt.“ (Kommunale Wappenrolle Schleswig-Holstein)
49. ↑  Heede: „In Gold ein gesenkter blauer Wellenbalken, darüber ein bewurzeltes, verzweigtes grünes Heidekraut mit roten Blüten, darunter zwei auswärts geneigte grüne Eichenblätter.“ (Kommunale Wappenrolle Schleswig-Holstein)
50. ↑  Hemdingen: „Geviert. 1 und 4 in Rot eine silberne, in der bauchigen Mitte mit einem profilierten Band verzierte Urne, 2 in Silber ein schräglinker roter Torfspaten, 3 in Silber ein schräglinker roter Torfstecher.“ (Kommunale Wappenrolle Schleswig-Holstein)
51. ↑  Langeln: „Von einem schräglinks ansteigenden silbernen Wellenbalken und einem silbernen Linkspfahl in Grün, Blau, Grün und Rot geteilt. Oben rechts vier schwebende silberne Grabhügel, ein größer im rechten Obereck, drei kleinere entlang des Wellenbalkens, unten ein silberner Pflug.“ (Kommunale Wappenrolle Schleswig-Holstein)
52. ↑  Lutzhorn: „Von Rot und Silber schräglinks geteilt. Oben eine siebenährige goldene Korngarbe, unten ein schräggestelltes blaues Hifthorn.“ (Kommunale Wappenrolle Schleswig-Holstein)
53. ↑  Amt Haseldorf: „In Silber über zwei blauen Wellenbalken drei deichselförmig gestellte grüne Weidenblätter.“ (Kommunale Wappenrolle Schleswig-Holstein)